# Ðenaši
Ðenaši är en ort i Montenegro. Den ligger i den södra delen av landet, 40 km sydväst om huvudstaden Podgorica. Ðenaši ligger 276 meter över havet och antalet invånare är 336.
Terrängen runt Ðenaši är bergig norrut, men österut är den kuperad. Havet är nära Ðenaši åt sydväst. Runt Ðenaši är det ganska glesbefolkat, med 48 invånare per kvadratkilometer. Närmaste större samhälle är Budva, 6,4 km nordväst om Ðenaši. Omgivningarna runt Ðenaši är en mosaik av jordbruksmark och naturlig växtlighet.